# Niels Peter Lemche
Niels Peter Lemche (né le 6 septembre 1945) est professeur au Département d'Exégèse Bibliste à l'université de Copenhague spécialiste de l'histoire de l'Israël antique, d'Ancien Testament et d'Archéologie.

## Carrière
En 1971, Lemche obtient sa licence de théologie à l'université de Copenhague et y commence une longue carrière. De 1972 à 1978 il occupe différents postes jusqu'à l'obtention de son agrégation. En 1985, il obtient son doctorat en théologie sur le thème de l'Israël antique, sujet qui, trois décennies plus tard, l'intéresse toujours. En 1987 Lemche fonde, avec Knud Jeppesen, le Journal Scandinave d'Ancien Testament (Scandinavian Journal of the Old Testament), publication dont il est le rédacteur en chef jusqu'à ce jour. En 1987 il devient professeur d'exégèse d'Ancien Testament à la Faculté de Théologie dont il est vice-doyen de 1993 à 1999.

## Travaux
Lemche est étroitement associé avec le mouvement minimaliste (école de Copenhague) dont il "a assumé le rôle de porte-parole philosophique et méthodologique". 
Charles David Isbell voit en Lemche une tentative de démonter et de discréditer la méthode historico-critique en questionnant l'attribution des bourses accordées aux étudiants d'Ancien Testament. Lemche écrit lui-même que « ce qu'on appelle l'école historico-critique a créé un univers surnommé « ancien Israël » qui domine le champ des études bibliques depuis deux cents ans ». Il soutient que l'"ancien Israël" est le produit de la communauté juive "des époques perses et plus spécialement des périodes hellénistique et romaine". 
En commun avec la tendance moderne de la recherche, Lemche identifie les périodes perse et hellénistique (du Ve  au  IVe siècle av. J.-C.) comme le cadre le plus approprié dans la recherche des dates de compositions des textes bibliques. Il affirme que cette seule période explique l'univers mental de la plupart des textes de l'Ancien Testament et "probablement toute son historiographie".
Lemche considère que les traditions narratives de l'histoire d'Israël que contient la Bible ont été couchées trop tard pour être utilisées dans une reconstruction historique. Son histoire alternative, entièrement basée sur les faits archéologiques peut être résumée comme suit : depuis au moins la première moitié du XIVe siècle av. J.-C., les Hauts Plateaux ont été l'habitat des Apirou, "des éléments en marge de la société...regroupant des paysans fugitifs non libres et des scribes issus des cités-États des plaines et des vallées de Canaan vivant comme un groupe de maraudeurs hors-la-loi". Lorsque de nouvelles installations apparaissent sur les Haut-Lieux un siècle plus tard, au début de l'Âge de Fer, il y a, à l'évidence, parmi ces mêmes groupes, des signes de l'émergence d'une nouvelle structure politique. Le fer, dans ces campements, atteste le retour de ces groupes à des formes de vies agricoles et le début d'un processus de re-tribalisation. Israël, dans ce schéma, est le produit final de cette évolution. 
La théorie de Lemche a beaucoup en commun avec celle d'Israël Finkelstein et participe à une réévaluation de l'opinion publique concernant l'historicité de la Bible.

## Compléments

## Source
- (en) Cet article est partiellement ou en totalité issu de l’article de Wikipédia en anglais intitulé « Niels Peter Lemche » (voir la liste des auteurs).